# Hautot-le-Vatois
Hautot-le-Vatois ist eine französische Gemeinde mit 334 Einwohnern (Stand: 1. Januar 2022) im Département Seine-Maritime in der Region Normandie. Die Gemeinde gehört zum Arrondissement Rouen und zum Kanton Yvetot. Die Bewohner werden Hautotais und Hautotaises genannt.

## Geografie
Hautot-le-Vatois liegt westlich des Zentrums des Départements, etwa 37 Kilometer nordwestlich von Rouen im Pays de Caux. Umgeben wird Hautot-le-Vatois von den Nachbargemeinden Rocquefort im Norden, Les Hauts-de-Caux mit Autretot im Osten und Nordosten, Baons-le-Comte im Osten und Südosten, Valliquerville im Süden, Écretteville-lès-Baons im Süden und Südwesten sowie Envronville im Westen und Nordwesten.
Durch den Süden der Gemeinde führt die Autoroute A29.

## Bevölkerungsentwicklung

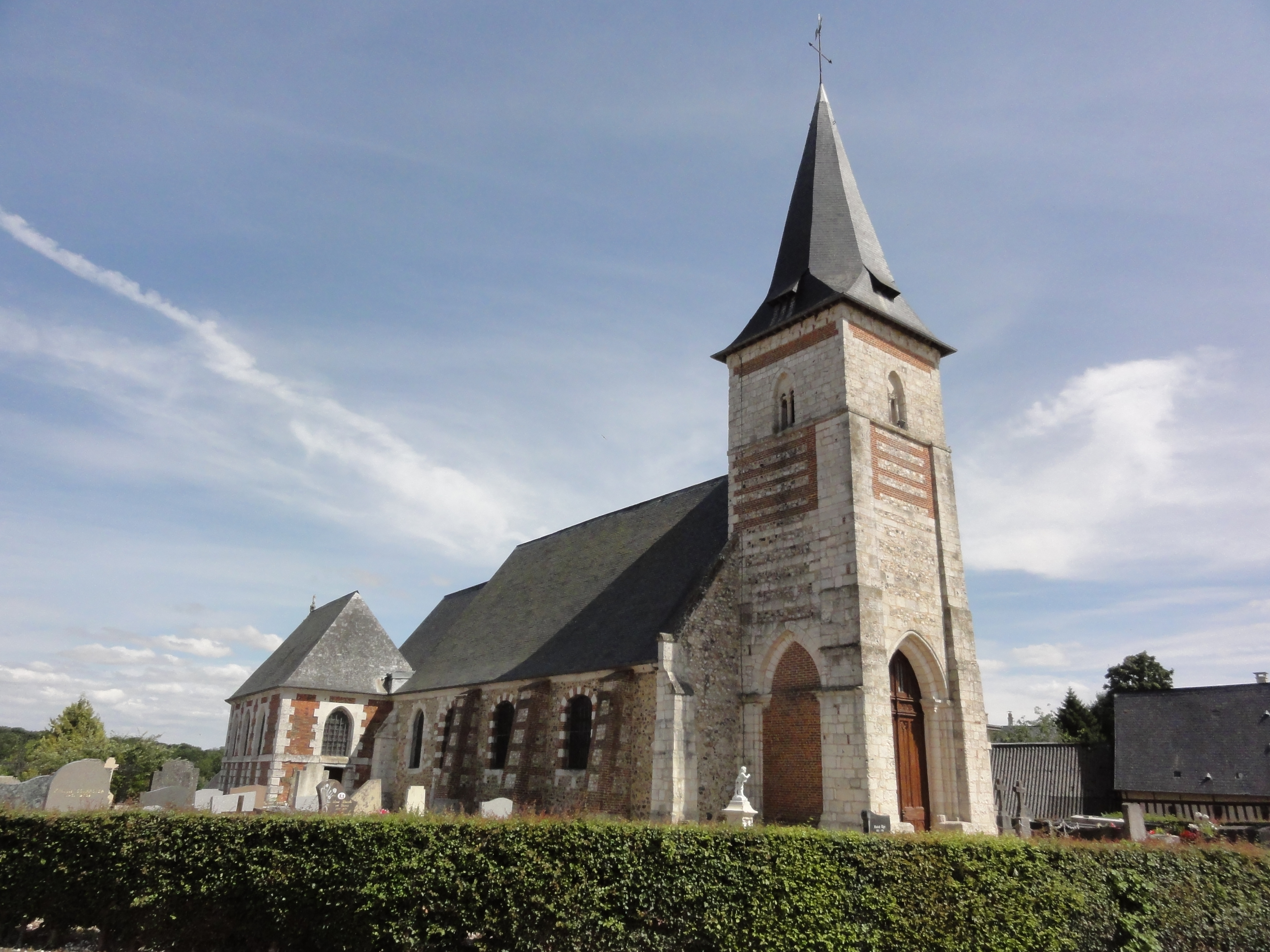
Kirche Notre-Dame

| Jahr                       | 1962 | 1968 | 1975 | 1982 | 1990 | 1999 | 2006 | 2013 | 2020 |
| Einwohner                  | 200  | 202  | 252  | 302  | 295  | 268  | 274  | 313  | 351  |
| Quellen: Cassini und INSEE |      |      |      |      |      |      |      |      |      |

## Sehenswürdigkeiten
- Kirche Notre-Dame aus dem 12. Jahrhundert
- Kapelle Sainte-Geneviève aus dem 17. Jahrhundert